# Басон
Басо́н (от фр. passement — позумент), Басма, галун, тесьма — текстильные изделия, предназначенные для украшения: шнуры, тесьма, кисти, бахрома и тому подобное, часто — узорные плетёные, иногда — с металлическими нитями.

## Изготовление
Басон вырабатывается плетением, кручением и тканьем на особых ткацких станках с жакардовыми приборами.
Басон вырабатывается из пряжи различных цветов и материалов (тканей) — бумажной, шерстяной и шелковой, к которой иногда приплетаются металлические нити, золотые, серебряные и медные; когда металлические нити преобладают в пряже, то басон носит название позумент.
Басоны использовались для нашивания на погоны унтер-офицеров (в виде лычек), на мебель, для отделки шляп, платьев, драпировок и прочее. По одной из версий, от этого слова образовалась русская фамилия Басонов[значимость факта?].

## В военном деле
В военном деле Басон или Тесьма, узкая (различной ширины), в виде ленточки, шерстяная или хлопчато-бумажная ткань, различных цветов, но преимущественно жёлтого или белого цвета, нашиваемая на различные предметы обмундирования нижних чинов и служащая для отличия частей, а также и для отличия чинов и званий в Вооружённых Силах России, имперского периода. В военном ведомстве в 1910-х годах всех образцов басонов употреблялось свыше 50 единиц. В вооружённых силах иностранных государств басон в виде петлиц употреблялся в Германии, Болгарии и Швеции, а в виде нашивок на погонах — только в Болгарии. В ВС остальных государств басон применялся для нашивок на головных уборах и рукавах у чинов капральского звания.